# بناویدز (تگزاس)
بناویدز، تگزاس(به انگلیسی: Benavides, Texas) شهری در ایالت تگزاس از ایالات جنوبی ایالات متحده آمریکا است. در سرشماری سال ۲۰۰۰، جمعیت این شهر ۱۶۸۶ نفر اعلام شد.